# James Power
Pour les articles homonymes, voir Power.
James Power (né à le 9 février 1883 à Sillery au Québec et mort le 6 avril 1920) est un joueur professionnel de hockey sur glace.

## Biographie
James Power naît le 9 février 1883 dans la ville de Sillery en banlieue de Québec au Canada. Il est le fils de William Power, homme politique du Canada, et de Susan Winnifred Rockett.

## Statistiques
| Saison    | Équipe                   | Ligue  |    | PJ | B | A | Pts | Pun |
| 1901-1902 | Seconds de Québec        | AJHQ   | -  | -  | - | - | -   |     |
| 1902-1903 | Club de hockey de Québec | LCHA   | 5  | 0  | 0 | 0 | 9   |     |
| 1903-1904 | Canadian Soo Pros        | Exhib. | 6  | 4  | 0 | 4 | 0   |     |
| 1904-1905 | Club de hockey de Québec | LCHA   | 5  | 1  | 0 | 1 | 0   |     |
| 1905-1906 | Thistles d'Edmonton      | ASHL   | 6  | 6  | 0 | 6 | 15  |     |
| 1907-1908 | Club de hockey de Québec | LCHA   | 9  | 1  | 0 | 1 | 10  |     |
| 1908-1909 | Pros d'Edmonton          | Exhib. | 1  | 2  | 0 | 2 | 0   |     |
| 1909-1910 | Colts de Waterloo        | OPHL   | 11 | 7  | 0 | 7 | 36  |     |
| 1909-1910 | Club de hockey de Québec | ACH    | 3  | 1  | 0 | 1 | 2   |     |
| 1910-1911 | Club de hockey de Québec | ANH    | 5  | 2  | 0 | 2 | 9   |     |
| 1910-1911 | Canadiens de Montréal    | ANH    | 8  | 1  | 0 | 1 | 9   |     |
| 1911-1912 | Cubs de New Glasgow      | MPHA   | 18 | 5  | 0 | 5 | 22  |     |
| 1912-1913 | Club de hockey de Québec | ANH    | 1  | 0  | 0 | 0 | 0   |     |

## Sources et références
1. ↑  Durand 2012, p. 53.
2. ↑  Bruneau et Normand 2008, p. 742.